# Савин (Україна)
Са́вин — село в Україні, у Козелецькій селищній громаді Чернігівського району Чернігівської області. Населення становить 463 особи. До 2020 орган місцевого самоврядування — Савинська сільська рада.

## Географія
Село Савин розташоване на лівому березі річки Десна у південно-східній частині колишнього Козелецького району, уздовж ґрунтового шляху, що веде з м. Остер Чернігівської області до с. Семиполки Броварського району Київської області. Відстань від м. Остер (місто) до с. Савин дорівнює 16 км, відстань від с. Савин до с. Семиполки — 12 км. Шляхом сполучення села з іншими населеними пунктами зараз є дорога з твердим покриттям протяжністю 6 км, що проходить через с. Озерне до автомагістралі Київ-Чернігів. Північним сусідом с. Савин є с. Булахів (на відстані 5 км), східним — с. Озерне (2 км), західним — с. Євминка (8 км). З південної сторони неподалік від с. Савин (11 км) розташоване с. Крехаїв.

## Населення

### Мова
Розподіл населення за рідною мовою за даними перепису 2001 року:
| Мова       | Кількість | Відсоток |
| ---------- | --------- | -------- |
| українська | 586       | 97.67%   |
| російська  | 11        | 1.83%    |
| вірменська | 3         | 0.50%    |
| Усього     | 600       | 100%     |

## Природа

### Водойми
Серед навколишніх сіл наше село вирізняється порівняно великою кількістю різноманітних водойм:

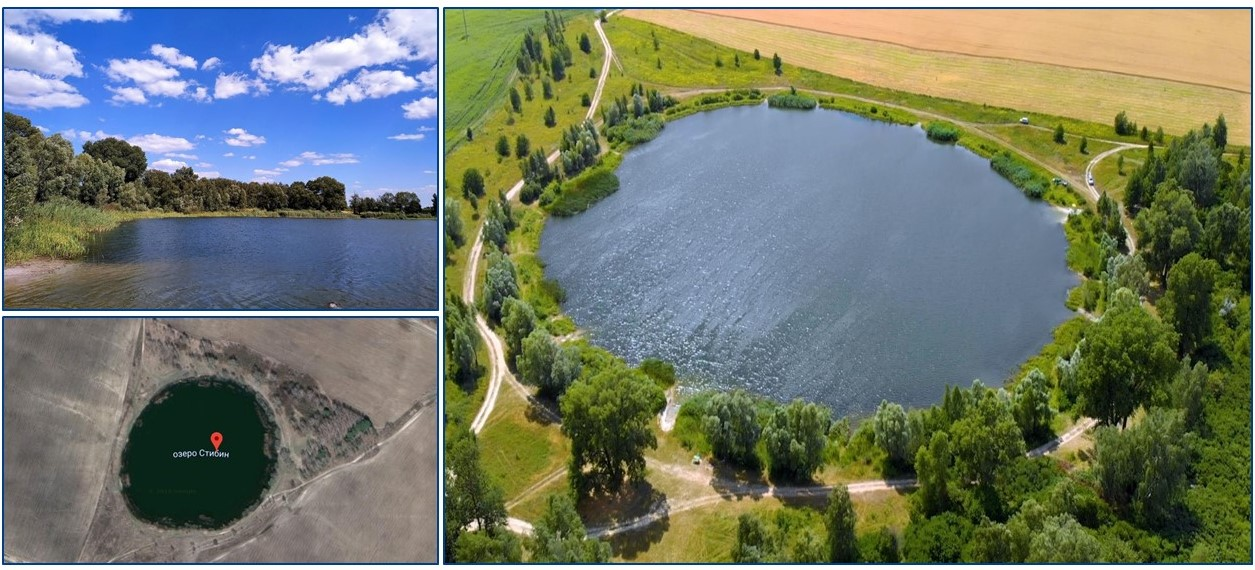
Озеро «Стибин»

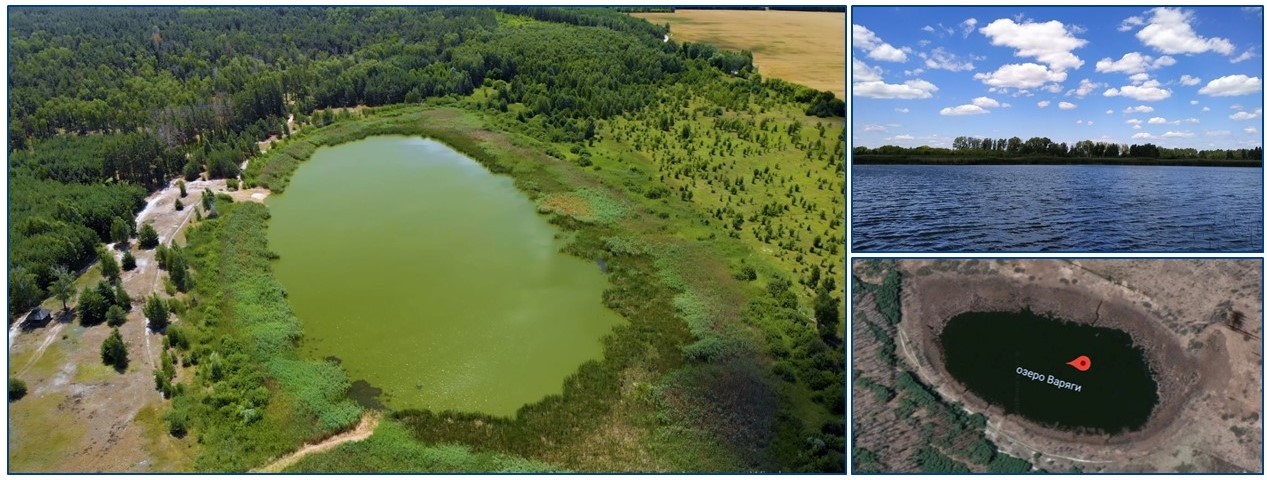
Озеро Варги (Варяги)

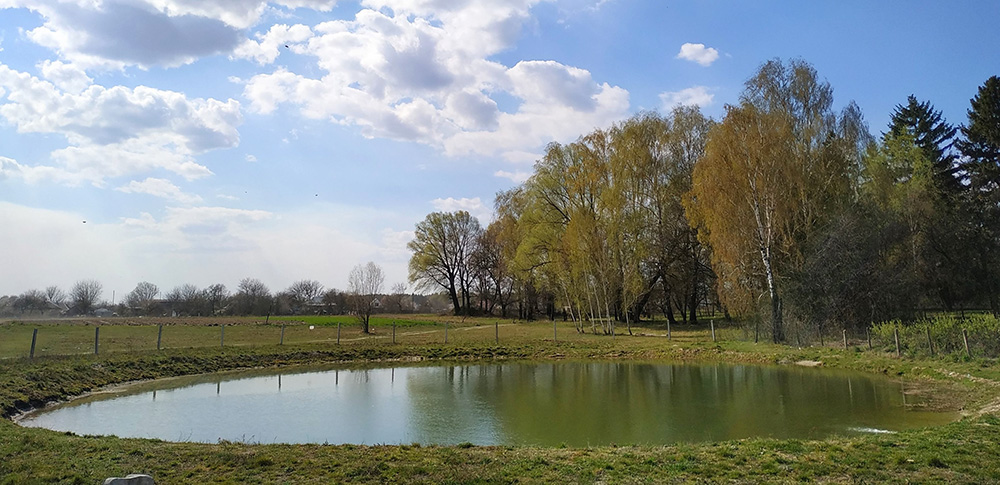
Озеро в селі Савин

- Озеро «Стибин» (інші назви — Кругле, Глибоке), розташоване на південному сході с. Савин (близько 2 км від околиці) в неглибокій чашоподібній западині. Має округлу форму (220×200 м). Загальна площа озера — 5,95 га. Глибина: найбільша глибина становить приблизно 18 м (раніше глибина була більшою за 20 м, але озеро з часом замулилося). Статус місцевої гідрологічної пам'ятки природи присвоєно рішенням Чернігівського облвиконкому від 13.11.1966 року № 643; від 10.06.1972 року № 303; від 27.12.1984 року № 454; від 28.08.1989 року № 164. Перебуває у віданні Савинської сільради.
- Озеро Варяги, розташоване на лісовій галявині (на огородженій території) із західного боку с. Савин. Загальна площа озера: 5 га, озеро має овальну форму, багате на рибу. Перебуває у віданні Савинської сільської ради. Паралельно вживається ще один різновид назви — Варги, можливо, це є наслідком спрощення при вимові слова — випадіння букви «я». Обидві назви вживаються паралельно. Таку назву озеро одержало на згадку про стародавні поселення племен варягів, які тривалий час тут мешкали (під час пересування шляхом із варягів в греки).
- Ставки («кружки») — більше десяти невеликих ставків, розташованих поблизу села і в самому селі, які місцеві мешканці називають «кружками» — Гореваха, Марків (Охрімів), Пшонянкин, Сиваків, Грибів, Шпилякові кружки, Дубина, Сажалка, Баліковщина, Степурин, Море, Раківка, Мосіна долина, Узруб, Гайдук. Весною ці ставки мають досить води, а в літній період значно міліють, деякі і зовсім пересихають.

У 2018 році силами місцевих активістів в селі був відновлений маленький ставок (глибина 6 м), який став місцевим осередком риболовлі.
Досі збереглися назви невеликих ставків, що на даний час є пересохлими: Гайдук, Раківка, Калов (Колов). На території, підпорядкованій Савинській селищній раді є й одне болото, що має назву Куп'ятин.

### Рельєф. Ґрунти
Поверхня нашого села рівнинна з невеликими підвищеннями в окремих місцях, що не перевищують 10 м над рівнем місцевості. Такі підвищення (утворені внаслідок переміщення мас рухомих пісків, на кшталт пустельних барханів) місцеві мешканці називають горами і дали кожній з них свою назву: Церковна, Матвійкина тощо. Були ще дві так звані гори, які, на жаль, зі слів селян, «розібрано на будівельні матеріали», і на згадку про них залишилися лише назви — Саковичова та Лиса.
Переважаючими ґрунтами території с. Савин, особливо на заході і північному заході, є виключно піщано-підзолисті. Грунти північної та північно-східної місцевості сіро-піщані, дерново-підзолисті. Такі ґрунти значно покращують за рахунок внесення гною, торфу, мінеральних добрив.

### Флора, фауна

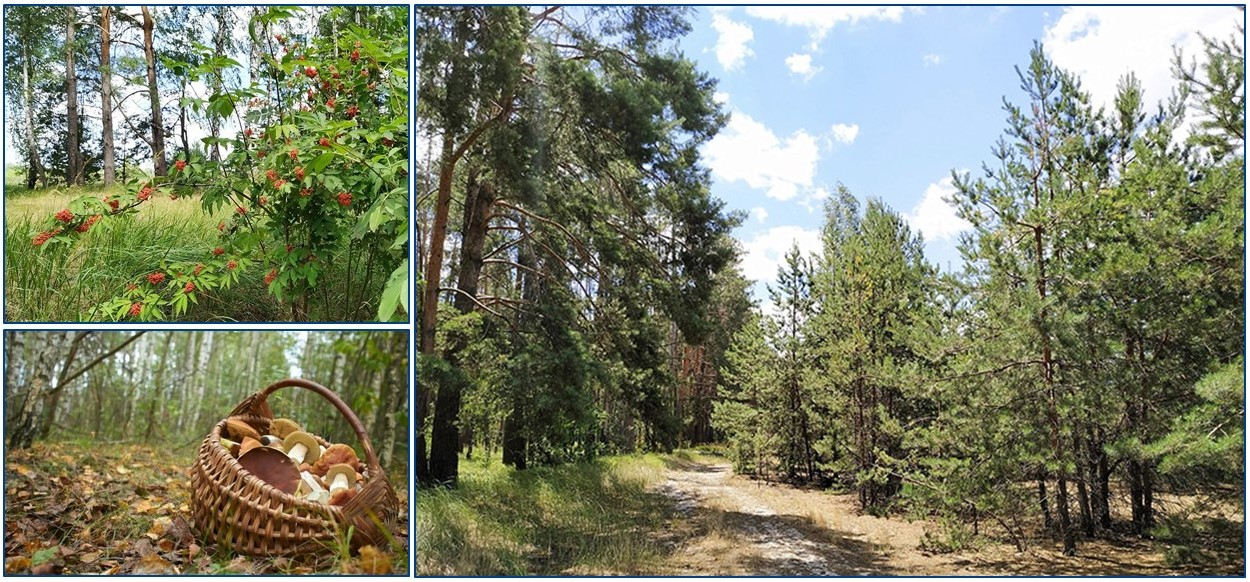
Лісовий масив Кургани

Свіже повітря, насичене ароматами сосен та трав, затишок та захист від літньої спеки, безліч диких тварин - справжні багатства дарує нам розкішний ліс, що оточує село Савин.
Лісовий масив, який щільним півкільцем опоясує село з західної сторони і робить природу Савина привабливою та розкішною має назву Кургани. За типом його можна віднести до мішаного лісу: хвойні дерева, що насичують повітря цілющими пахощами, ростуть поряд із листяними. Загальна площа лісу — 250 га. У стародавні часи, після відходу з цієї місцевості племен варягів, більша частина лісів була винищена. Як наслідок цього рухомі піски, що займають значну територію між Савином та Євминкою, під час сильних вітрів часто засипали більш родючі ґрунти, озера і болота. Особливо великої шкоди завдали ці рухомі піски теперішній західній і північно-західній території, де в окремих місцях піску наносило 1-2 м, а іноді до 10-12 метрів, утворивши піщані горби, що їх місцеві мешканці називають горами і курганами. Звідси походить і назва лісового масиву «Кургани».
Неподалік від села є й інші лісові масиви — Речинський гай, Ракита, Прибірочок, Нижников садок.
Своїми мальовничими краєвидами с. Савин завдячує не лише лісам, а й великій кількості декоративних зелених насаджень, а також садових дерев та кущів. Мешканцями села підтримується добра традиція висаджувати біля осель буйноцвіти: чорнобривці, жасмин, рожу.

### Урочища
Територія, підпорядкована Савинській сільраді налічує численні урочища, серед яких, Столиця, Левада, Колов (Грузьке болото), Селище, Крутуха, Лозки, Гореваха, Лозка, Море, Хуторище, Гайдук, Уколки, Гнилище. Є також долини (Симеритова, Мосіна, Чубарова, Шпилєкова) та пасовиська (Гало, Раковка).

## Історія
Офіційна дата утворення — 1769, однак поселення Савинъ Остерської сотні згадується в 1729 та 1731 роках. 12 (пізніше — 10) дворів були «військові вільні», хоч і належали без документів до Остерської ратуші.
За даними на 1859 рік у козацькому, казенному й власницькому селі Остерського повіту Чернігівської губернії мешкало 675 осіб (344 чоловічої статі та 382 — жіночої, разом 726), налічувалось 132 дворових господарства.
Станом на 1886 рік у колишньому державному й власницькому селі Остерської волості мешкало 861 особа, налічувалось 183 дворових господарства, існували постоялий будинок, вітряний млин.
За переписом 1897 року кількість мешканців становила  осіб (540 чоловічої статі та всі — жіночої), з яких .
Приблизно 1905 року було побудовано дерев'яний Вознесенський храм, який зберігся й донині. У 2018 р. храм разом із прилеглою територією було повністю відреставровано.
12 червня 2020 року, відповідно до розпорядження Кабінету Міністрів України № 730-р «Про визначення адміністративних центрів та затвердження територій територіальних громад Чернігівської області», увійшло до складу Козелецької селищної громади.
19 липня 2020 року, в результаті адміністративно - територіальної реформи та ліквідації Козелецького району, село увійшло до складу Чернігівського району Чернігівської області.

## Політика

### Парламентські вибори, 2019
На позачергових парламентських виборах 2019 року у селі функціонувала окрема виборча дільниця № 740300, розташована у приміщенні сільської ради.
Результати
- зареєстрований 321 виборець, явка 62,31%, найбільше голосів віддано за Всеукраїнське об'єднання «Батьківщина» — 30,30%, за «Слугу народу» — 24,24%, за Радикальну партію Олега Ляшка і «Силу і честь» — по 9,09%[9]. В одномандатному окрузі найбільше голосів отримав Сергій Коровченко (самовисування) — 33,33%, за Бориса Приходька (самовисування) — 30,26%, за Дмитра Пахомова (Слуга народу) і Романа Борсука (самовисування) — по 6,15%[10].

## Історичні пам'ятки

### Археологічні пам'ятки

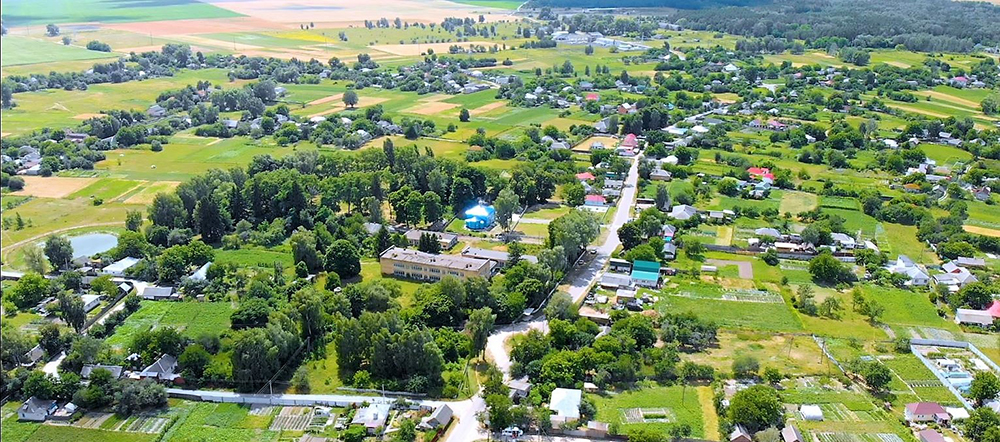
Село Савин зйомка дроном

Археологічні пам'ятки місцевості свідчать про те, що вона здавна приваблювала людей. Наявність повноводих водойм, сповнених риби, лісу з дичиною та краса природи робили околиці с. Савин сприятливими для поселення. Згідно даних, одержаних науковцями в результаті археологічних розкопок, перші поселення з'явилися тут ще у 2-1 до н. е. На сьогодні налічується 2 досліджених місця сталих поселень давніх людей.
Поселення Варги
Давньоруське поселення доби бронзи, ранньозалізного віку. Датується І тисячоліттям нашої ери (2-1 тис.до н. е.-1 тис. н. е., XI-ХІІІ ст.н. е.). Розташоване за 1,1 км на захід від західної околиці села Савин Козелецького району Чернігівської області біля озера Варги. Охоронний номер: 6508. ID 74-220-0378
Поселення Стибин
Давньоруське поселення набагато молодше за поселення «Варги». Археологи датують його XI—ХІІІ ст. н. е. Воно розташоване за 1,5 км на південний схід від с. Савин, біля озера метеоритного походження, що має назву Стибин. Воно має паралельну назву «Глибоке» (за згадками місцевих мешканців його глибина сягала 20 м. Воно було повне рибою та його вода досі має цілющі властивості, тож не дивно, що поселення було розташоване саме біля його берегів. Охоронний номер: 6507 ID 74-220-0377.

### Меморіали, пам'ятники
- Монумент на братській могилі радянських воїнів. Протягом 1954—1955 років в центрі села, біля будівлі сільської ради, на місці братської могили, в якій було поховано тіла 14 радянських воїнів, загиблих під час оборони (осінь 1941 року) та реокупації (осінь 1943 року) села, було споруджено монумент. Дата встановлення — 1954 рік. Охоронний номер: 733 ID 74-220-0375. Тип: І-місц (місцева історична пам'ятка)[11].
- Пам'ятник військовим льотчикам, Герою Радянського Союзу, командиру 91 винищувального авіаполку майору Романенку О. С. та лейтенанту Гревцову В. В. розташовано у лісі на околиці с. Савин[11][12]. У цій місцевості у 1943 року була розташована злітно-посадкова смуга військового аеродрому. Саме з неї здійснив свій останній бойовий виліт (загалом було близько 250 вильотів) з групою з 12 винищувачів командир 91-го винищувального авіаполку 256-ої винищувальної авіадивізії, Герой Радянського Союзу, майор Романенко Олександр Сергійович[12]. В нерівному запеклому повітряному бою він збив чотири літаки супротивника та, внаслідок вибуху власного літака, загинув неподалік с. Липовий Скиток. Його підлеглий, льотчик, молодший лейтенант Гревцов В. В., який теж був учасником цього ж повітряного бою, загинув біля с. Плисецьке. Бій відбувся 6 листопада 1943 року у Васильківському районі Київської області[11].
- Могила воїна-інтернаціоналіста О. А. Львова (1958—1981). Дата встановлення — 1981 рік. Охоронний номер: 6775 ID 74-220-0376. Тип: І-місц (місцева історична пам'ятка).

## Храм Святого Вознесіння

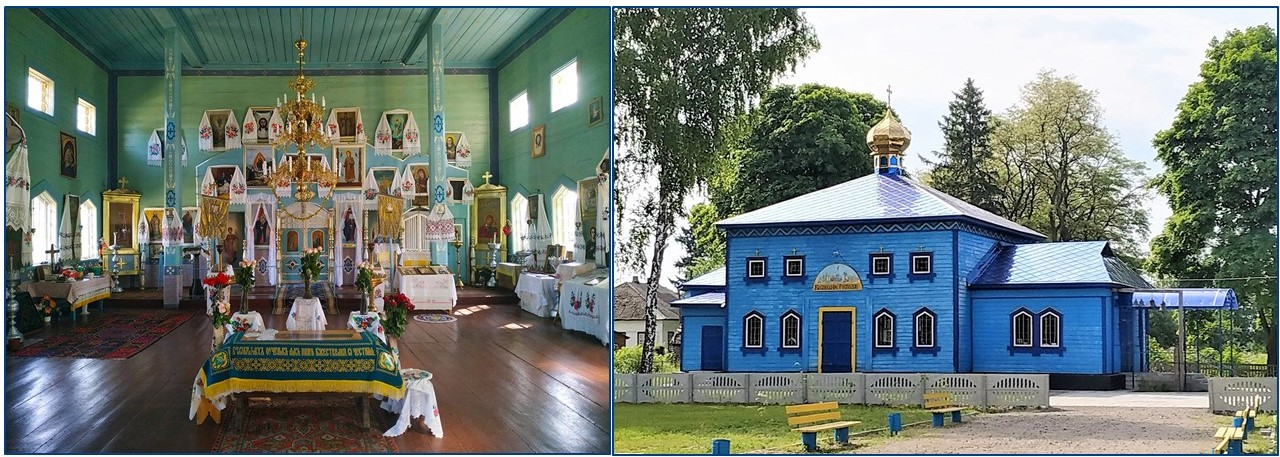
Храм у селі Савин

Православний храм Святого Вознесіння є справжньою окрасою села Савин.
Далекого 1902 року оборотну дерев'яну церкву було збудовано біля Панського парку (поруч із обійстям Солонини) у єпархіальному (синодальний, «російський») стилі. Саме цей стиль з'явився на теренах України на зламі XIX—XX століть (в цей час було зведено будівлю церкви), а від XIX століття постановою синоду було заборонено будову храмів у національних стилях, рекомендовано було єдиний зразковий проєкт, який у кожному окремому випадку затверджувався синодом.
Та, не зважаючи на жорсткий регламент, храм, збудований у Савині, мав свої індивідуальні особливості. Церква тризрубна, архаїчної прямокутної форми, тридільна (як і більшість українських самобутніх дерев’яних храмів, збудованих до XIX століття): три поділи поряд, один за одним (бабинець—нава—вівтар) з найбільшою центральною частиною (навою), увінчаною банею з хрестом. Всередині храму наявні 4 колони, які виступають опорою для бані. Дах – хатнього типу.
Дзвіницю згідно української архітектурної традиції, стояла окремо. Але під час Другої світової війни, у 1943 році, її (разом з церковною банею) було знищено вибухом — і з того часу роль дзвіниці виконує балка із дзвонами. Згадкою про ті страшні часи є сліди від куль та уламків, що лишилися на старовинних дзвонах.
У 1943—2018 роках храм стояв без бані, його центральну частину увінчував хрест. І лише у 2018 році, під час реконструкції, йому було повернено первісний вигляд (за винятком дзвіниці).
Вікна розташовані у два яруси (нижній — п’ятикутні гостроверхі вікна, верхній — невеликі квадратні). Біля даху по периметру храм оздоблено орнаментом на центральній стіні розміщено образ Вознесіння Христа.
Згідно традицій, стіни всередині церкви не прикрашені — це завжди робилося задля приділення максимальної уваги іконостасу. Іконостас дворівневий.
Окрім виконання своєї прямої функції церква, як і у більшості сіл країни на той час, була осередком освіти — відразу після зведення при ній було відкрито церковно-приходську школу, в якій працювали 2 учителі, що мали середню освіту.

## Інфраструктура села

### Медицина
Фельдшерсько-акушерський пункт, зручно розташований безпосередньо в центрі села, забезпечений усім необхідним для надання першої медичної допомоги та проведення профілактичних оглядів, вже багато років здійснює прийом населення.
З 2019 року на території фельдшерсько-акушерського пункту успішно працює стоматологічний кабінет, обладнаний згідно сучасних європейських стандартів.

### Торгівля
В селі наявні 3 магазини, що забезпечують савинців необхідними товарами.

### Економіка
Основна галузь промисловості села Савин — харчова. Тут працює сучасний завод з виробництва комплексних сумішей для всіх напрямків харчової промисловості (ТОВ «Дім спецій»). Засноване у 2006 році підприємство входить до трійки лідерів вітчизняного ринку у зазначеній галузі. 
Також функціюють:
- ТОВ «Савин Продукт» — м'ясопереробне підприємство, що спеціалізується на виготовленні натуральної м'ясної продукції.
- СГ ПП «Промінь» — приватне сільськогосподарське підприємство, що спеціалізується вирощуванням зернових культур.
- ПрАТ «Агропрофіт» — приватне товариство, що спеціалізується на наданні в оренду й експлуатацiю власного чи орендованого нерухомого майна, а також неспецiалiзованої оптової торгiвлі продуктами харчування, напоями та тютюновими виробами[14].

### Транспорт
Роль автодорожньої структури у розвитку населеного пункту важко переоцінити: недарма дороги порівнюють з артеріями та капілярами кровоносної системи, що забезпечує життя організму. Село Савин розташовано поблизу (5 км) відомого автошляху М01 (Е95). Від автошляху до села і скрізь село прямує якісна асфальтована дорога. Ґрунтові дороги утримуються у доброму стані — відсутні ями, ґрунт ущільнений. Автобусне сполучення: с. Савин — м. Козелець Чернігівської обл.

### Зв'язок
У центрі села Савин працює відділення Нова пошта № 1. У приміщенні селищної ради с. Савин працює термінал ПриватБанку, яким можна скористатися для отримання пенсій, оплати комунальних послуг тощо.

### Туризм
Глибокі озера, сповнені рибою, розташовані на невеликій відстані від села, густий ліс — улюблене місце грибників, помірне віддалення від автошляхів, безліч мальовничих краєвидів — все це робить село Савин майже ідеальним місцем для зеленого туризму тощо.

## Відомі люди
В поселенні народилися:
- Кузьменко Григорій Павлович (1915—1998) — радянський військовик.
- Доценко Віктор Федорович (1952—2000) — доктор технічних наук, професор, декан факультету готельно-ресторанного та туристичного бізнесу, завідувач кафедри готельно-ресторанної справи Національного університету харчових технологій.